# Takfarinas

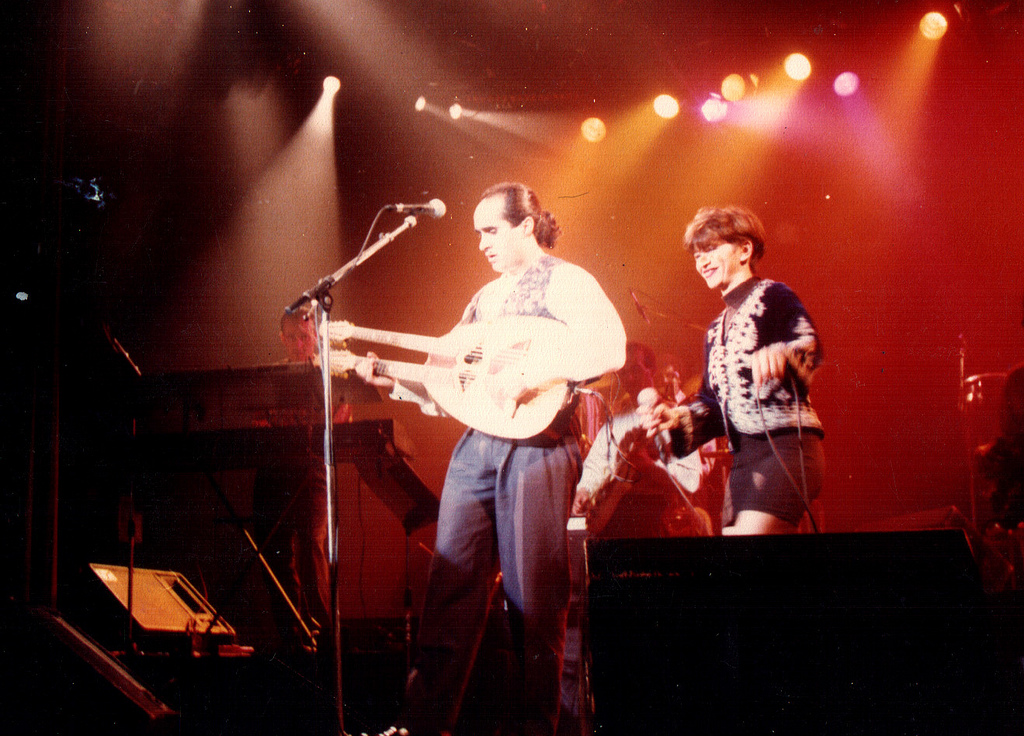
Takfarinas auf der Konzertbühne (1992)

Takfarinas, Künstlername von Hassen Zermani (* 1958 in Tixeraïne, Algerien), ist ein französisch-algerischer Berber (Kabylen) und Yal-Musiker. Den Künstlernamen wählte Zermani nach dem numidischen Widerstandskämpfer Tacfarinas († 24 n. Chr.).

## Leben
Takfarinas entstammt in vierter Generation einer Musikerfamilie. Schon im Alter von sechs Jahren baute er aus einem alten Ölkanister und Bremsseilen eine 'Gitarre'. In seiner Jugend begeisterte er sich für die Chaâbi-Musik von El Hajj Muhammad El Anka, Cheikh El Hasnaoui und Slimane Azem.
1976 nahm Takfarinas sein erstes Album in Algier auf. 1979 zog er nach Frankreich. 1981 gründete er dort mit Boujema Semaouni die Gruppe Agraw. Seine beiden 1986er Alben Wa i telha und Arrach verkauften sich über eine Million Mal. 1989 veröffentlichte er die Doppel-CD Irgazen et ini-d ih, mit der er internationale Anerkennung erreichte. 1994 veröffentlichte er das Album yebba remman, das es in die europäischen Charts schaffte. Seinen bisher größten Erfolg erzielte er mit dem Album Zaâma Zaâma.
Seine Lieder sind überwiegend der Kultur der Kabyle gewidmet.

## Auszeichnungen
- 1999: KORA All Africa Music Awards als bester Künstler Nordafrikas

## Diskographie
- 1976: Aufnahme einer ersten Kassette in Algier
- 1979: erstes Album in Frankreich
- 1986: Wa i telha und Arrach
- 1989: Irgazen et ini-d ih (Doppel-CD)
- 1994: yebba remman
- 1999: Zaâma Zaâma
- 2000: Yal mit Michel Alibo
- 2004: paix et salut
- 2004: Honneur aux dames
- 2011: Lwaldine / Inchallah (Doppel-CD)